# Буцан Іван Степанович
Буцан Іван Степанович (23 вересня 1896, с. Носівка Ніжинського повіт Чернігівської губернії, сучасний райцентр Чернігівської області — дата смерті невідома після 30.12.1933) — український військовик, громадський діяч, інженер-технолог; голова Української військової ради частини російської армії (1917), член Академічної громади при УГА, військове звання — сотник Армії УНР.
Відповідно до українського законодавства є борцем за незалежність України у XX столітті.

## Біографія
Іван Буцан у своєму «Життєписі» зазначив наступне:
Батько — Степан Михайлович Буцан і мати — Оксана Василівна (з Дедюхів) — старого українського козацького роду. Безземельні хлібороби. Вчився я в сільській школі, потім в 2-х класовій залізничній (Київ) і Торговельній школі ім. М. А. Терещенка в Київі, яку скінчив у 1915 році. З 1915 р. був на військовій службі. Коли сталася революція 1917 року, я приймав активну участь в розмосковленні (українізації) війська й був головою Української військової ради в своїй частині на фронті. Без перерви в українському війську служив до останнього переходу за Збруч в листопаді 1920 року. Потім — в польських таборах інтернованих. В Чехії з осені 1922 року. 10 вересня 1923 року склав матуральний іспит на матуральних курсах при УГА в Подебрадах". З жовтня 1923 р. зарахований на хіміко-технологічний відділ інженерного ф-ту УГА. 30 грудня 1933 р. захистив дипломну роботу "Проект цукроварні на 7000 д. денної / 24-годинної переробки.— 
Подальша доля невідома.